# Thomas Mayne Reid
Thomas Mayne Reid (Ballyroney, 1818. április 4. – London, 1883. október 22.) ír származású, élete jelentős részében Angliában élő és angolul író író.

## Élete
Mayne Reid Írországban született, de huszonéves korában otthagyta hazáját, és a nagy lehetőségek földjére, Észak-Amerikába ment. Kezdetben újságíróként kereste a kenyerét, és részt vett többek közt a Mexikó elleni hadjáratban is. Magyar vonatkozás, hogy személyesen találkozott az Amerikába látogató Kossuth Lajossal. Hatására egy szabadcsapatot szervezése után Európába ment folytatni a szabadságharcot, de Angliában végül a szabadságharc bukása miatt lemondott terveiről. Ezt követően Londonban élt haláláig, és írásaiból tartotta el magát. 
Kora népszerű írója volt, akinek kalandregényeit izgalmasságuk miatt kedvelte a nagyközönség. Műveinek jelentős része már a XX. század elejére megjelent magyar fordításban.

## Műveinek listája
- The Rifle Rangers; or, Adventures in Southern Mexico (1850)
- The Scalp Hunters: A Romance of the Plain (1851)
- The Desert Home: The Adventures of a Lost Family in the Wilderness (1851)
- The Forest Exiles; or, The Perils of a Peruvian Family Amid the Wilds of the Amazon (1852)
- The White Chief; A Legend of North Mexico (1855) (magyarul: A fehér törzsfőnök; Móra Ferenc Könyvkiadó; ISBN 963 11 1966 1)
- The Boy Hunters, or, Adventures in Search of a White Buffalo (1853)
- The Hunter's Feast; or, Conversations Around the Camp-fire (1856)
- The Bush Boys: History and Adventures of a Cape Farmer and His Family (1856)
- The Quadroon: or, A Lover's Adventures in Louisiana: in 3 volumes (1856)
- The War-trail: or, The Hunt of the Wild Horse; a Romance of the Prairie (1857)
- The Young Yagers, or, A Narrative of Hunting Adventures in Southern Africa (1857)
- The Plant Hunters; or, Adventures Among the Himalaya Mountains (1858)
- Osceola the Seminole, or, The Red Fawn of the Flower Land (1858)
- Wild Life; or, Adventures on the Frontier (1859)
- Odd People; or, Singular Races of Man (1860)
- The Lone Ranch (1860)
- The Scalp Hunters (1860)
- Bruin: The Great Bear Hunt (1860)
- The Lone Ranch: A Tale of the Staked Plain (1860)
- The Wild Huntress; or, The Big Squatter's Vengeance (1861)
- The Maroon: A Tale of Voodoo and Obeah (1862)
- Croquet (1863)
- The Cliff Climbers (1864)
- The Boy Slaves (1865)
- The Ocean Waifs: A Story of Adventure on Land and Sea (Ticknor and Fields, 1865)
- The Headless Horseman (1866)
- The Giraffe Hunters (1867)
- Afloat in The Forest; or A Voyage Among the Tree-Tops (1867)
- The White Squaw (1868)
- The Headless Horseman: A Strange Story of Texas (1868)
- The Helpless Hand: A Tale of Backwoods Retribution (1868)
- The Planter Pirate: A Souvenir of Mississippi (1868)
- The Child Wife: A Tale of Two Worlds (1869)
- The Yellow Chief: A Romance of the Rocky Mountains (1869)
- The Fatal Cord (1869)
- The Castaways: A Story of Adventure in the Wilds of Borneo (1870)
- The Vee-Boers: A Tale of Adventure in Southern Africa (1870)
- The Finger of Fate (1872)
- The Death Shot; or, Tracked to Death (1873)
- The Cuban Patriot, or, The Beautiful Creole: An Episode of the Cuban Revolution (1873)
- The Death Shot (1874)
- The Giraffe Hunters (1876)
- The Flag of Distress, or A Story of the South Sea (1876)
- Gwen Wynn; A Romance of the Wye (1877)
- The Man-Eaters (1878)
- The Specter Barque: A Tale of the Pacific (1879)
- The Captain of the Rifles; or, The Queen of the Lakes: A Romance of the Mexican Valley (1879)
- The Land Pirates, or, The League of Devil's Island: A Tale of the Mississippi (1879)
- The Ocean Hunters, or, The Chase of the Leviathan: A Romance of Perilous Adventure (1881)
- Blue Dick, or, The Yellow Chief's Vengeance: A Romance of the Rocky Mountains (1883)
- The Hunters' Feast (serial 1854, book 1883)
- Gaspar, the Gaucho, or, Lost on the Pampas: A Tale of the Gran Chaco (1883)
- The Island Pirate: A Tale of the Mississippi (1884)
- The Land of Fire: A Tale of Adventure (1885)
- The Lost Mountain: A Tale of Sonora (1885)
- The Free Lances: A Romance of the Mexican Valley (1888)
- The Tiger Hunter: A Hero in Spite of Himself (1889)
- No Quarter! (1890)
- The White Gauntlet (1892)
- The Guerilla Chief and Other Tales
- The Bandolero, A Marriage among the Mountains
- The Boy Tar
- The Child Wife
- Ran Away to Sea (1857)
- Wood Rangers: The Trappers of Sonora
- The Young Voyageurs: Boy Hunters in the North (1854)

## Magyarul megjelent művei
- Vilmos, a hajós inas. Számos eredeti fametszettel. (234 l.) Bpest, (1887.) Révai Testvérek
- A fiatal utazók. Forditotta Kürthy Emil. (16-r. 190 l.) Bpest, 1887. Révai Testvérek
- A taranszvali kivándorlók. Elbeszélés az ifjúság számára. Fordította Hegedűs Pál. Számos képpel. (4-r. 124 l.) Bpest, 1905
- A skalpvadászok. Regényes történet a serdültebb ifjuság számára. Átdolgozta Kürthy Emil. 8° (205 l.) Budapest, é. n. (1884) Révai testv.
- A tűzföld. Kalandok a Terra del Fuegon. A serdültebb ifjuság számára. Jutányos kiadás. (8-r. 173 l.) Bpest, (1886) Révai Testvérek.
- Isolina, Az »Országgyűlési Értesitő« Kő- és Könyvnyomdája R.-T., Budapest, 1894 (A "Magyar Ujság" regénycsarnoka)
- A skalp-vadászok. Regényes történet a serdültebb ifjuság számára. Átdolgozta Kürthy Emil. Második jogositott kiadás. (8-r. 252 l.) Bpest, 1897. Révai Testvérek
- Embervadászat az őserdőben. Regény az ifjuság számára (átdolg. Zempléni P. Gyuláné), Tolnai Nyomdai Műintézet és Kiadóvállalat R-T., Budapest, é. n. [1900s]
- A fiatal utazók (ford. Kürthy Emil), Révai Kiadás, Budapest, é. n. [1920s]
- A skalpvadászok (ford. Kürthy Emil), Révai Kiadás, Budapest, é. n. [1920s]
- Indián kalandok. Brown Andrew, a vörös kém/A skalpvadászok/Vilmos, a hajósinas (ford. Kürthy Emil), Révai Kiadás, Budapest, é. n. [1920s]
- Vilmos, a hajósinas (ford. Kürthy Emil), Révai Kiadás, Budapest, é. n. [1920s]
- Isolina, Magyarság kiadása, Budapest, 1929
- A tenger foglyai, Móra Ferenc Ifjúsági Könyvkiadó, Budapest, 1959 (Ifjúsági kiskönyvtár)
- A fehér törzsfőnök (ford. Szinnai Tivadar), Móra Ferenc Ifjúsági Könyvkiadó, Budapest, 1964 (Delfin Könyvek) (több újabb kiadásban)
- A fej nélküli lovas (ford. Lendvay Éva), Ifjúsági Könyvkiadó, Bukarest, 1969
- A fehér törzsfőnök (ford. Szinnai Tivadar), Könyvmolyképző Kiadó, Szeged, 2007 (Jonatán Könyvmolyképző)

## Fordítás
- Ez a szócikk részben vagy egészben  a   Thomas Mayne Reid című angol Wikipédia-szócikk fordításán alapul.  Az eredeti cikk szerkesztőit annak laptörténete sorolja fel. Ez a jelzés csupán a megfogalmazás eredetét és a szerzői jogokat jelzi, nem szolgál a cikkben szereplő információk forrásmegjelöléseként.